# Eudoro Aráoz
Eudoro Aráoz (San Miguel de Tucumán, 17 de mayo de 1883-Tafí del Valle, 3 de febrero de 1960) fue un político argentino.

## Biografía

### Estudios
Graduado de maestro, obtuvo el profesorado en Ciencias y Letras en la Escuela Normal de Paraná. Luego obtuvo su título de abogado en la Universidad Nacional de La Plata.

### Carrera política

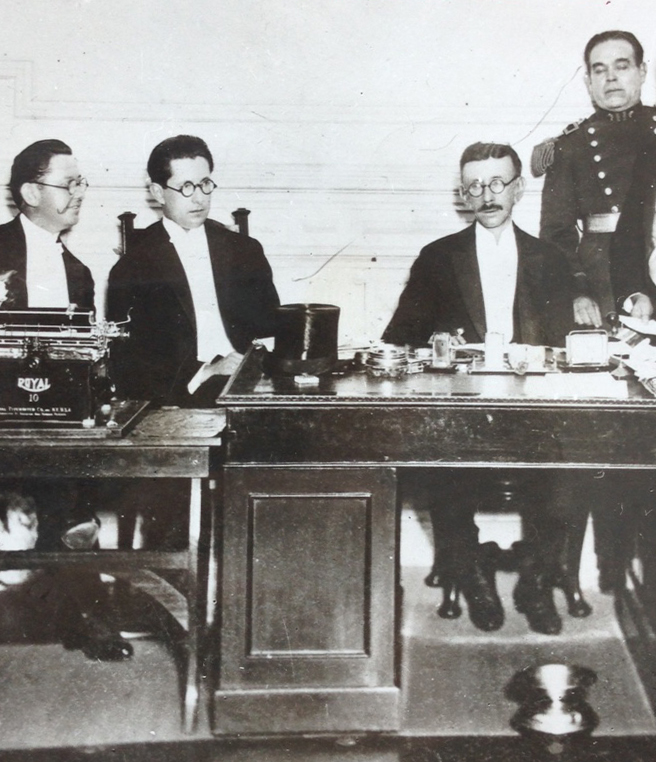
Eudoro Araóz (a la izquierda) junto a Celedonio Gutiérrez y el gobernador de Tucumán, Octaviano Vera, al momento de asumir la gobernación en el año 1922.

Regresó a Tucumán, convirtiéndose en uno de los jóvenes militantes radicales más activos. En un principio se declaró partidario de los radicales "sovietistas" bajo el liderazgo de Octaviano Vera. Cuándo éste alcanzó la gobernación en 1922, se desempeñó como Ministro de Hacienda. 
Continuó su carrera política siendo senador provincial y diputado nacional por dos períodos. En 1932 como resultado de la unificación tucumana de personalistas y anti-personalistas. Sin embargo en esa oportunidad su candidatura fue proscripta por la dictadura de José Félix Uriburu.
Eudoro Aráoz sería nuevamente candidato a gobernador por una fracción de la U.C.R. Concurrencista (una vertiente tucumana del radicalismo, escindida del Comité Nacional de la U.C.R.) en 1934, siendo derrotado por su rival, el Dr. Miguel Mario Campero. Posteriormente, en 1946 fue elegido  como candidato a gobernador enfrentando al Partido Laborista y la U.C.R. Junta Renovadora quienes llevaban a Carlos Domínguez, como cabeza de la fórmula presidencial bajo la fórmula presidencial Juan Domingo Perón-Hortensio Quijano. En 1958 fue nuevamente como candidato a gobernador por la Unión Cívica Radical del Pueblo cuando fue derrotado por Celestino Gelsi. 
- Datos: Q5850285